# Aeshna athalia
Aeshna athalia là loài chuồn chuồn trong họ Aeshnidae. Loài này được Needham mô tả khoa học đầu tiên năm 1930.